# 堂満梨紗
堂満 梨紗（どうまん りさ、1983年8月26日 - ）は、鹿児島県出身のタレント・グラビアアイドルである。所属事務所はブレイクスループロモーション。

## 人物・来歴
- 趣味：カラオケ、料理、
- 特技：ピアノ、ダンス、ローラースケート、大食い
- 2005年のデビュー当初は撮影会を積極的に行っていた。一時期は「愛梨沙」（ありさ）という芸名で活動していたが、程なくして元の名前に戻っている。
- 2006年6月10日、グラビアアイドル同士のキャットファイト大会「アイドルコロシアム バトルトーナメント 2nd Season」に出場。当時同じ事務所だった渋谷加奈子を1回戦で敗ったものの、準決勝で渡瀬真由にハプニングの末敗戦した。ちなみにトーナメント終了後はその足で某オーディションに行ったとのこと。
- 期間限定アイドルグループMYSWEET彼女。にも所属していた。

### 所属事務所遍歴
- ミューズエンタテイメント（ぱれっと）→ノーリーズンプラネット（ノーリーズン）→ザ・ワン→プラチナムプロダクション→ブレイクスループロモーション

2021年R&Kプロダクション取締役副社長(インスタグラムより)

## 出演

### テレビ
- 鬼嫁日記（関西テレビ・フジテレビ系）
- 朝までたけし的ショー（テレビ朝日）
- アイドルコロシアム（MONDO21）
- 中居正広の金曜日のスマたちへ(TBSテレビ)
- あきと由佳のIdol Park（MONDO21）
- 矢部美穂のオンナの密談（MONDO21）
- SHIBUYA食堂MC（TOKYO MX）
- ギンザ・ワン（TOKYO MX）
- テレビ朝日27時間TV

他多数

### 映画
- パチスロ放浪記（Vシネマ）
- ゾンビ村〜終わりなき逃亡〜（Vシネマ・2007年）
- 純ブライド（2006年）
- 呪島（Vシネマ・2008年）

その他

## DVD
- Scoop（スパークビジョン・2005年9月23日発売）
- Dreamy 梨紗（ビーエムドットスリー・2006年8月23日発売）

## イベント
- ヴェルファーレ「BRECOMNAGHT」
- rococoファッションショー＆DVD
- 美女スクールトークショー
- ザワンライブMC
- 読売ランド撮影会

その他多数

## ネット
- 講談社「マガジングラビアnet」
- 「探偵事務所」
- スポニチ「ピックアップアイドル」
- au「ギャルギャル麻雀」
- ヤングマガジン「裏ヤンマガ」
- TAITO「未来ドール」「idol-tvjapan」
- avexグラドルTV
- 大人のグラビアMAX

他

## 雑誌
- ゴルフダイジェスト
- Flash
- 週刊実話
- 本当にデカップ
- アニキ
- EXエキサイター
- イイオンナ
- Kkベストボンバー
- ヴァッカ
- スコラ
- 週刊プレイボーイ
- KISSUI
- サンケイスポーツ
- 夕刊フジ
- 東京スポーツ
- 週刊現代
- 夕刊デイリー
- 内外タイムス
- 東京中日スポーツ
- 南日本新聞

その他多数